# Nichirei
Nichirei Corporation (株式会社ニチレイ, Kabushiki-gaisha Nichirei) est l'un des principaux producteurs japonais de produits surgelés et un leader de l'entreposage frigorifique, dont le siège se trouve à Tokyo. Opérant par l'intermédiaire de quelque 80 filiales et sociétés affiliées dans le monde entier, ses activités comprennent les produits alimentaires transformés, la logistique, les produits de la mer (principalement les œufs de poisson, les crevettes et le poulpe), la viande et la volaille, l'immobilier et les biosciences. Les activités de la société dans le domaine des biosciences comprennent le développement et la fabrication d'anticorps, les produits d'immunologie et le traitement des matières naturelles.

## Histoire
La société a été fondée le 24 décembre 1942 sous le nom de Teikoku Marine Products Control Company, avec la participation au capital de 18 entreprises de pêche et autres. Elle a été créée conformément à l'ordonnance sur le contrôle des pêches promulguée le 19 mai 1942, en tant qu'agence centrale chargée de contrôler les activités liées aux produits de la mer, telles que la vente de produits marins, la production de glace et l'entreposage frigorifique. Le 1er décembre 1945, le jour suivant l'abolition de l'ordonnance de contrôle (30 novembre 1945), la société a été réorganisée en tant que société privée régie par le code du commerce et a été rebaptisée Nippon Reizo Co. Ltd. La nouvelle société a été cotée à la Bourse de Tokyo en 1949 , . Nippon Reizon a changé son nom en Nichirei Corporation en 1985 